# Franciszek Stroński (lekkoatleta)
Franciszek Stroński (ur. 30 stycznia 1961) – polski lekkoatleta, długodystansowiec specjalizujący się w biegach supermaratońskich.
Dwukrotnie stawał na podium mistrzostw Polski w biegu na 100 km rozgrywanych w ramach Supermaratonu Calisia, w roku 1998 zajął drugie miejsce natomiast w roku 1997 trzecią lokatę. Drużynowy brązowy medalista mistrzostw świata w biegu na 100 km (wspólnie z Andrzejem Magierem i Ryszardem Płochockim) z 1997 roku które odbyły się 13 września w Winschoten.

## Osiągnięcia
| Rok  | Impreza                                   | Miejsce    | Konkurencja   | Pozycja     | Wynik    |
| ---- | ----------------------------------------- | ---------- | ------------- | ----------- | -------- |
| 1997 | Mistrzostwa Świata w biegu na 100 km 1997 | Winschoten | indywidualnie | 39. miejsce | 7:21.15  |
| 1997 | Mistrzostwa Świata w biegu na 100 km 1997 | Winschoten | drużynowo     | 3. miejsce  | 20:51.50 |